# Ford Quint Elvidge
Ford Quint Elvidge (* 30. November 1892 in Oakland, Kalifornien; † 14. Juli 1980) war ein US-amerikanischer Politiker. Zwischen 1953 und 1956 war er Gouverneur von Guam.

## Leben
Ford Elvidge wuchs in Oakland auf und zog im Jahr 1911 mit seiner Familie nach Vancouver in Kanada. Im Jahr 1916 kam er nach Seattle im Bundesstaat Washington. Nach einem anschließenden Jurastudium an der University of Washington und seiner 1919 erfolgten Zulassung als Rechtsanwalt begann er in einer großen Kanzlei in Seattle in diesem Beruf zu arbeiten. Später gründete er seine eigene Firma, für die er bis 1974 mit den Unterbrechungen während seiner Zeit in Guam tätig war. Zwischenzeitlich war er in den Jahren 1917 und 1918 während des Ersten Weltkrieges Mitglied im Reserve Corps der US Army. Dabei wurde er im medizinischen Dienst der Armee ausgebildet. Er kam aber nicht mehr aktiv zum Kriegseinsatz.
Politisch war Elvidge Mitglied der Republikanischen Partei. 1952 bewarb er sich erfolglos um die Nominierung seiner Partei für das Amt des Vizegouverneurs von Washington. Nach dem Amtsantritt von Präsident Dwight D. Eisenhower wurde er als Nachfolger von Carlton Skinner zum neuen Gouverneur von Guam ernannt. Dieses Amt hatte er eigentlich nicht angestrebt. Die Ernennung kam auf Vorschlag einiger politischer Freunde im Staat Washington zustande, die in der Bundeshauptstadt Washington, D.C. den entscheidenden Einfluss hatten. Elvidge übte sein neues Amt zwischen dem 23. April 1953 und seinem Rücktritt am 19. Mai 1956 aus. Er setzte sich für eine Verbesserung der medizinischen Infrastruktur und des Schulsystems ein. Außerdem versuchte er sparsam zu wirtschaften. Ein Versuch, die Landwirtschaft seines Außengebietes westlichen Standards anzupassen, hatte nur geringen Erfolg. Elvidge verbesserte dafür die allgemeine Infrastruktur von Guam. Allerdings hatte er auch Probleme mit der heimischen Legislative, die oft in Opposition zum Gouverneur stand. Dabei kam es zu Spannungen. Zwischenzeitlich wurde Elvidge diktatorisches Verhalten vorgeworfen. Schließlich trat er am 19. Mai 1956 von seinem Amt zurück.
Nach dem Ende seiner Zeit als Gouverneur praktizierte er wieder als Jurist in Seattle. Er war unter anderem Präsident der Anwaltskammer von Seattle und Mitglied des Vorstands der Anwaltskammer des Staates Washington. Außerdem fungierte er als juristischer Berater des britischen Konsuls in Seattle. Überdies war er in der Freimaurerbewegung aktiv. Er starb am 14. Juli 1980; mit seiner Frau Anita hatte er drei Kinder.